# Chapelle Notre-Dame-au-Rouge de Bruxelles
 (décembre 2024).

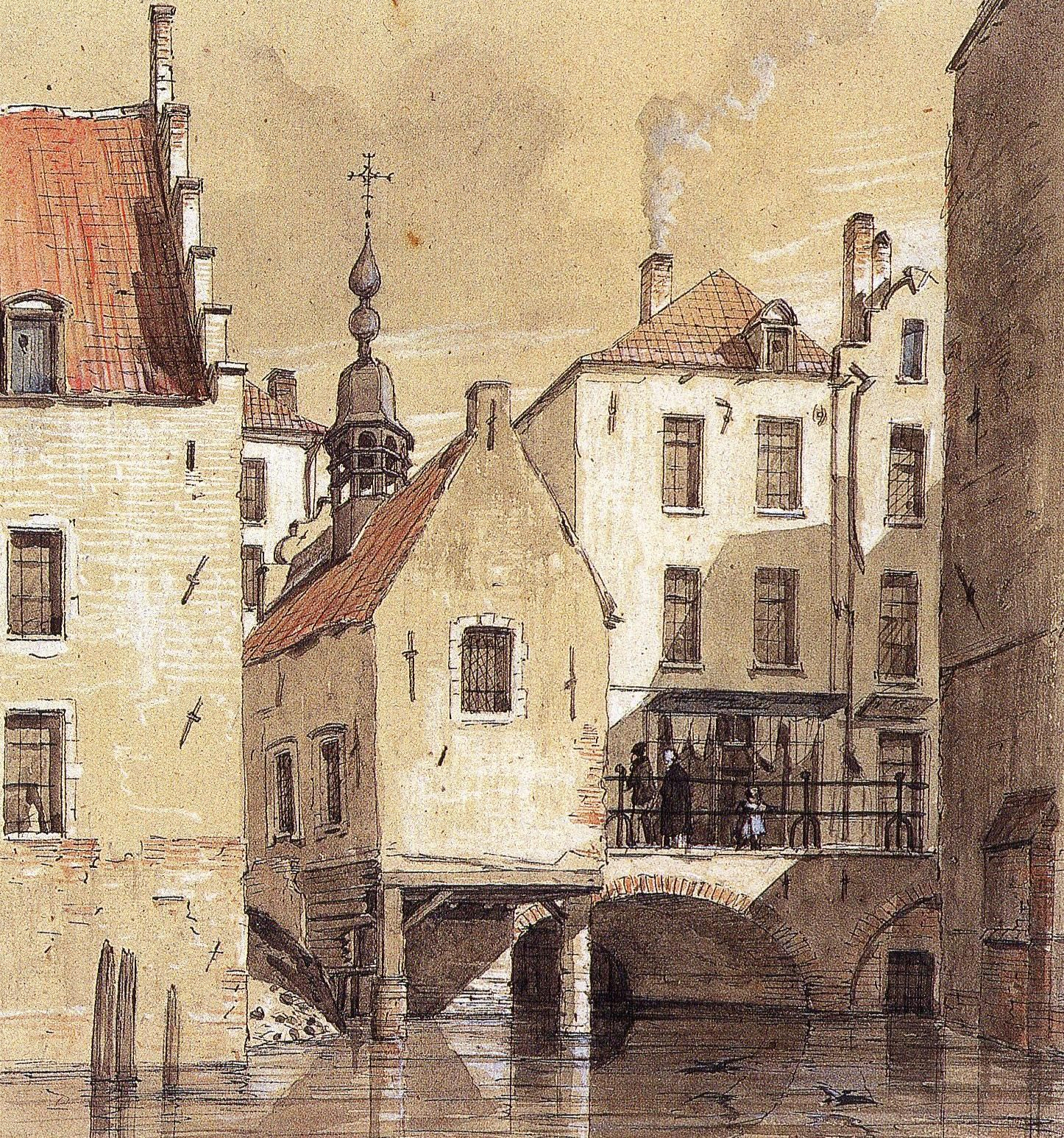
La chapelle en 1870 dans une aquarelle de Jean-Baptiste Van Moer.

La chapelle Notre-Dame-au-Rouge était une chapelle partiellement sur pilotis qui surplombait la Petite Senne au carrefour de la rue Camusel et de la rue d'Anderlecht à Bruxelles.

## Histoire
Un pont permettait à cet endroit de traverser le bief en direction d'Anderlecht. Le cours d'eau y faisait un coude et permettait l'amarrage au lieu dit « Ten Cruyskene ». C'est là qu'une chapelle dédiée à Notre-Dame fut érigée à une date inconnue pour abriter une statue de la Sainte.
Cette statue fut transportée en procession à l'église Saint-Géry lors d'une épidémie de scarlatine le 25 août 1538. C'est depuis lors qu'on l'a appelée Notre-Dame au Rouge et qu'une procession annuelle lui fut dédiée accompagnée d'une fête populaire.
La chapelle fut reconstruite en style baroque au XVIIe siècle. Une grisaille de Louis Thiébaut la représente ornée du millésime 1645. Vers 1880, lors du voûtement de la Senne, elle dut être démolie. Une statue de la vierge à l'enfant XVIIe siècle fut relogée à l'église Notre-Dame du Bon Secours.